# Cristian Coimbra
Cristian Coimbra (1989. szeptember 11. –) bolíviai labdarúgó, a Blooming hátvédje.